# Kennemer Lyceum
Het Kennemer Lyceum Overveen is een school voor voortgezet onderwijs in Overveen in de regio Kennemerland.
Het is een school voor gymnasium, atheneum en havo. Anno 2025 zitten er iets meer dan 1000 leerlingen op de school. De leerlingen komen voornamelijk uit Overveen, Bloemendaal en Haarlem, maar ook uit omliggende gemeentes als Zandvoort. 

## Profielen havo
Naam en aantal deelnemers in het schooljaar 2010/2011.
- Cultuur en Maatschappij: 10%
- Economie en Maatschappij: 36%
- Natuur en Gezondheid: 28%*
- Natuur en Techniek: 27%*

* Hierbij zit ook een aantal leerlingen met een dubbelprofiel, dat wil zeggen zowel N&G als N&T.

## Profielen vwo
Naam en aantal deelnemers in het schooljaar 2010/2011.
- Cultuur en Maatschappij: 6%
- Economie en Maatschappij: 23%
- Natuur en Gezondheid: 36%*
- Natuur en Techniek: 36%*

* Hierbij zit ook een aantal leerlingen met een dubbelprofiel, dat wil zeggen zowel N&G als N&T.

## Interlyceale
Sinds 1935 ontmoeten een aantal oude middelbare scholen elkaar in de Interlyceale, die eind maart wordt georganiseerd. Tegenwoordig doen hieraan mee het Amsterdams Lyceum, het Baarnsch Lyceum en het Lorentz Casimir Lyceum uit Eindhoven. Het Nederlands Lyceum (in 1991 opgeheven) en het Vrijzinnig Christelijk Lyceum (in 1990 uitgestapt), beiden uit Den Haag, deden vroeger ook mee.

## Keuzevakken
De leerlingen kiezen in klas 1 en 2 voor een sport-, ondernemers- of techdesignlijn, dat 2 uur p/w wordt gegeven. In de bovenbouw kunnen de Havo-leerlingen kiezen voor het volgen van (en na het externe examen) behalen van het First Certificate English (FCE), de vwo-leerlingen kunnen kiezen voor het volgen van en (na het externe examen) behalen van het Cambridge Advanced English (CAE). Zowel FCE als CAE zijn wereldwijd erkende certificaten gelieerd aan de Universiteit van Cambridge.

## Oud-rectoren
- 1920-1940 Dr. A. de Vletter
- 1940-1941 Dr. V.V.H.C. van Esveld (waarnemend)
- 1941-1945 R. Kuitert
- 1945-1947 Dr. A. de Vletter
- 1947-1961 Drs. E. van Meir
- 1961-1966 Ir. M.A. Molenaar
- 1966-1968 Drs. P. Merckens
- 1968-1970 Drs. G.K. Lub
- 1970-1973 Drs. I.F. Mabelis
- 1973-1975 Drs. P. Merckens
- 1975-1987 J.M. Vermeulen
- 1987-1993 Dr. J. Spoelder
- 1993-? Drs. P. Kesteloo
- 2005-2006 Rob Zwemmer (waarnemend)
- 2006-2011 Henk Kempink
- 2011-2013 Arnold van Gessel
- 2013-2016 Erik van der Vaart
- 2016-2019 Emmy Visbeen
- 2019-2021 Peter de Zoete
- 2021-heden Bernice van Staalduine

## Bekende oud-leerlingen
| - Tob de Bordes - Floris Jan Bovelander - Beau van Erven Dorens - Sam Dunlop | - Nanning van Foreest - Adriaan de Groot - Freddy Heineken | - Lennaert Nijgh - Tom Okker - Reinier Saxton | - Fred Teeven - Caroline Tensen - Ruud Vreeman | - Walraven van Hall - David Moolenburgh |

## Bekende oud-docenten
| - Jacob Gerzon - B.W. Kolhorn Visser - Anton Pieck - Barend Rijdes - Guido van Rijn - Jac. P. Thijsse - Joop Wijn - Irene von Oven |